# Toyohara Kunichika
En aquest nom japonès, el cognom és Toyohara.
Toyohara Kunichika (japonès: 豊原国周)  (Edo, 30 de juny de 1835 - ciutat de Tòquio, 1 de juliol de 1900) va ser una artista xilografista japonès. Dotat ja de nen, cap als tretze anys va ser alumne del gravador llavors líder a Tòquio, Utagawa Kunisada. La seva profunda comprensió i el seu coneixement del teatre kabuki va fer que la seva producció constés principalment de gravats d'actors ukiyo-e (xilografies d'actors i d'escenes de les obres kabuki populars en aquell moment).
Alcohòlic i faldiller, Kunichika també retratava dones considerades com a boniques (bijinga), la vida social contemporània, i algun paisatge i escena històrica. Va treballar amb èxit a l'època Edo, i va fer arribar aquestes tradicions a l'època Meiji. Per als seus contemporanis, i ara per a alguns historiadors de l'art modern, això va ser tota una gesta en aquell període transicional de grans canvis socials i polítics a la història del Japó.

## Biografia
L'artista que va ser conegut com a Toyohara Kunichika va néixer amb el nom d'Oshima Yasohachi el 5 de juny de 1835 al districte de Kyobashi, una zona mercadera i artesana d'Edo (actualment Tòquio). El seu pare, Oshima Kyuju, era el propietari d'un sentō (casa de banys públics), l'Oshuya. Indiferent home de família i malt negociant, va perdre la casa de banys en algun moment de la infància de Yasohachi. La mare del nen, Arakawa Oyae, era filla del propietari d'una casa de te. En aquell moment, els plebeus d'un cert nivell social podien demanar permís per canviar-se el cognom (myoji gomen). Per distanciar-se del fracàs del pare, la família va prendre el cognom de la mare, i el nen va passar a anomenar-se Arakawa Yasohachi.
Poc se sap de la seva infantesa, excepte que d'adolescent es va guanyar una reputació com a entremaliat i provocava les queixes dels seus veïns, i que als nou anys es va veure involucrat en una baralla al Festival Sanno d'Asakusa. Als deu anys era aprenent en una botiga de betes i fils. Tanmateix, com que preferia pintar i dibuixar que aprendre el comerç del tèxtil, a onze anys es va traslladar a una botiga que hi havia a prop de la casa de banys del seu pare. Allà ajudava en el disseny d'unes pantalles de làmpades japoneses anomenades andon, que consistien en una estructura de fusta coberta amb paper. Quan tenia dotze anys, el seu germà gran, Chokichi, va obrir una botiga de quadres elevats, i Yasohachi dibuixava il·lustracions per ell.
Es creu que cap a l'edat de dotze anys Yasohachi va començar a estudiar amb Toyohara Chikanobu. Al mateix temps dissenyava retrats d'actors per a les raquetes de battledore que es venien en una botiga anomenada Meirindo. El seu mestre li va donar el nom de "Kazunobu". Podria haver estat per la recomanació de Chikanobu que el nen va ser acceptat l'any següent com a aprenent al taller d'Utagawa Kunisada, el principal i més prolífic gravador de mitjans del segle xix.

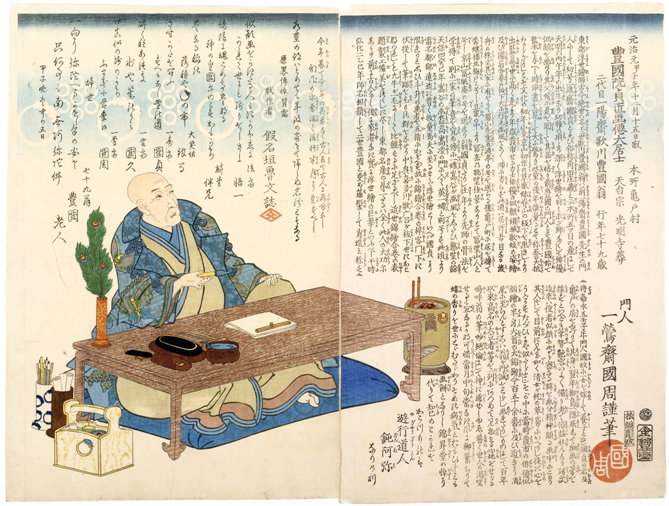
Toyohara Kunichika: Retrat commemoratiu de Kunisada (1865)

Cap al 1854 el jove artista havia fet el seu primer gravat firmat confirmat i havia assumit el goh de "Kunichika", un compendi del nom dels seus dos professors, Kunisada i Chikanobu. Els seus primers treballs eren uns simples derivats de l'estil Utagawa i alguns dels seus gravats eren còpies descarades (una pràctica acceptada en aquella època). Mentre treballava al taller de Kunisada, li van assignar un encàrrec de fer un gravat que il·lustrés l'Avinguda Tenjinbashi a vista d'ocell després del terrible terratrèmol de 1855 que va destruir la major part de la ciutat. Que se li assignés això fa pensar que se'l considerava un dels millors alumnes de Kunisada.
L'artista "entremaliat" es va trobar amb problemes el 1862 quan, en resposta a un encàrrec d'un gravat que il·lustrés una baralla que va haver-hi en un teatre, ell va fer un "gravat paròdia" (mitate-e) que va fer enfadar als estudiants que havien estat implicats a la batussa. Van saquejar la casa de Kunichika i van intentar entrar al taller de Kunisada per la força. El seu mentor va revocar a Kunichika el dret d'usar el nom que li havia donat, però va transigir més endavant aquell mateix any. Dècades després, Kunichika explicava que es va sentir enormement "humiliat" per l'experiència.
El prestigi de Kunichika va seguir pujant i se li va encarregar que fes uns quants retrats del seu mestre. Quan Kunisada va morir el 1865, van encarregar al seu alumne que dissenyés dos retrats commemoratius. El plafó de la dreta del retrat conté una necrologia feta per l'escriptor Kanagaki Robun, i a l'esquerra hi ha poemes commemoratius escrits pels tres alumnes més destacats, inclòs Kunichika.

## L'artista a la cúspide d'una nova era

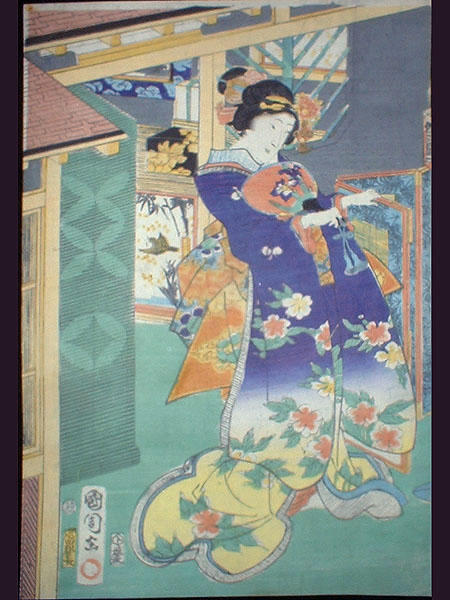
Toyohara Kunichika: Dona bonica a la cort del príncep Genji (1865)

En el moment en què Kunichika començava a dedicar-se seriosament als seus estudis, estaven a punt d'acabar-se els últims dies del període Edo, una prolongació de les tradicions basades en una societat feudal. La "moderna" era Meiji (1868–1912), una època de ràpida modernització, industrialització i ampli contacte amb l'occident, estava en clara contraposició amb el que hi havia hagut abans.
Els artistes ukiyo-e havien il·lustrat de forma tradicional la vida i la societat urbanes –especialment el teatre, per al qual els seus gravats sovint van tenir un paper publicitari. El període Meiji va dur la competència de les noves tecnologies de la fotografia i el fotogravat, destruint eficientment la carrera de la majoria.
A mesura que Kunichika anava madurant, la seva reputació com a mestre del disseny i del teatre creixia sense parar. A les guies que classificaven els artistes ukiyo-e, el seu nom va aparèixer entre els deu millors el 1865, el 1867 i el 1885, on ocupava respectivament el vuitè, el cinquè i el quart lloc. El 1867, un any abans del col·lapse del shogunat Tokugawa, va rebre un encàrrec oficial del govern de fer deu quadres per a l'Exposició Universal de París de 1867. També va tenir un gravat a l'Exposició Universal de Chicago de 1893.
Kunichika va retratar sovint dones boniques (bijinga), però es considera que els seus millors treballs van ser els retrats d'actors, ja sigui de bust, mig cos, tres quarts o primer pla (okubi-e), i els tríptics que presentaven vistes "panoràmiques" d'obres de teatre i llegendes populars.

Tot i que els treballs de Kunichika de l'època Meiji arrelaven a les tradicions dels seus mestres, va fer l'esforç d'incorporar-hi referències a la tecnologia moderna. El 1869 va fer una sèrie conjuntament amb Yoshitoshi, un artista més "modern" en el sentit que representava les cares d'una forma realista. A més, Kunichika experimentava amb la perspectiva de punt de fuga "occidental".

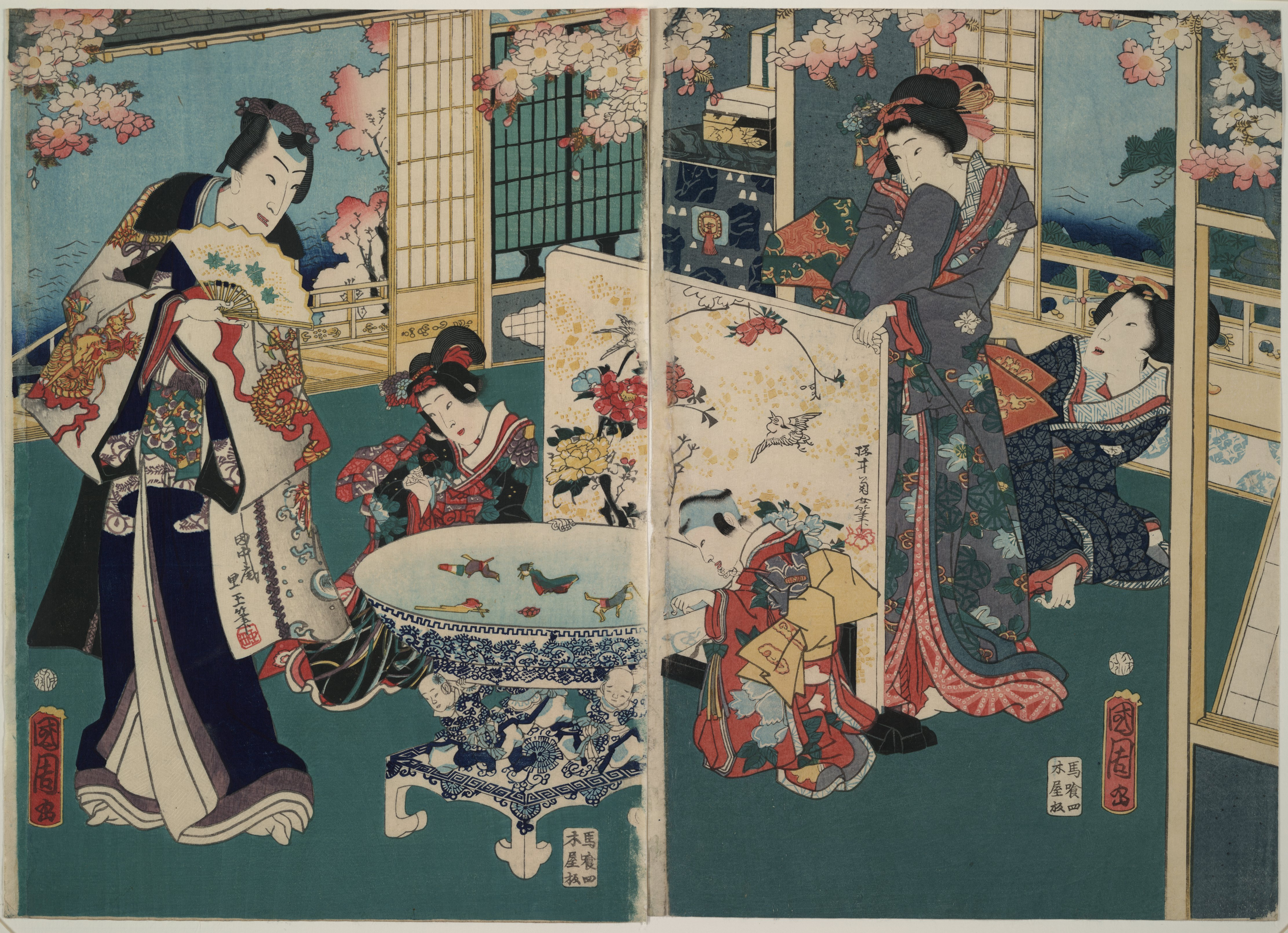
Toyohara Kunichika: Excursió de primavera a una casa de camp (ca. 1862). Il·lustra l'ús de la perspectiva.

La premsa de l'època confirma que l'èxit de Kunichika es va mantenir en l'època Meiji. El juliol de 1874, la revista Shinbun hentai va dir que: "Les xilografies de color són una de les especialitats de Tòquio, i Kyosai, Yoshitoshi, Yoshiiku, Kunichika i Ginko són els experts en aquest camp". El setembre de 1874 la mateixa publicació afirmava: "Els mestres de l'ukiyo-e: Yoshiiku, Kunichika i Yoshitoshi. Són els artistes d'ukiyo-e més populars." El 1890, el llibre Tokyo meisho doku annai (Famoses vistes de Tòquio), sota la capçalera de xilografista, ens donava exemples de Kunichika, Kunisada, Yoshiiku i Yoshitoshi. El novembre de 1890 un reporter del diari Yomiuri Shimbun escrivia sobre les especialitzacions dels artistes de l'escola Utagawa: "Yoshitoshi era l'especialista en els gravats de guerrers; Kunichika, el xilografista conegut pels retrats d'actors; i Chikanobu per les dames de la cort."

Els observadors contemporanis van fer notar l'hàbil ús del color de Kunichika en els seus gravats d'actors, però també el criticaven per les seves eleccions. A diferència de molts artistes de l'època, feia ús d'uns vermells forts i uns morats foscos, sovint com a colors de fons, més que no pas els colors més suaus que s'havien utilitzat prèviament. Aquests colors nous estaven fets de tints d'anilina importats d'Alemanya en el període Meiji. (Per als japonesos, el color vermell significava progrés i il·lustració en la nova era del progrés de l'estil occidental.)
Com la majoria d'artistes de la seva època i gènere, Kunichika va crear moltes sèries de gravats, com ara: Belleses del Yoshiwara comparades amb els trenta-sis poemes; Trenta-dues fisonomies a la moda; Setze Musashi parodiant els costums moderns; Trenta-sis belleses bones i malvades; Trenta-sis restaurants moderns; Mirall del floriment de maneres i costums; Cinquanta-quatre sentiments moderns aparellats amb capítols del Relat de Genji; Escenes de les vint-i-quatre hores parodiades; Actors en èxits teatrals com a grans herois de les obres de lladres; Vuit vistes de bandits parodiats.

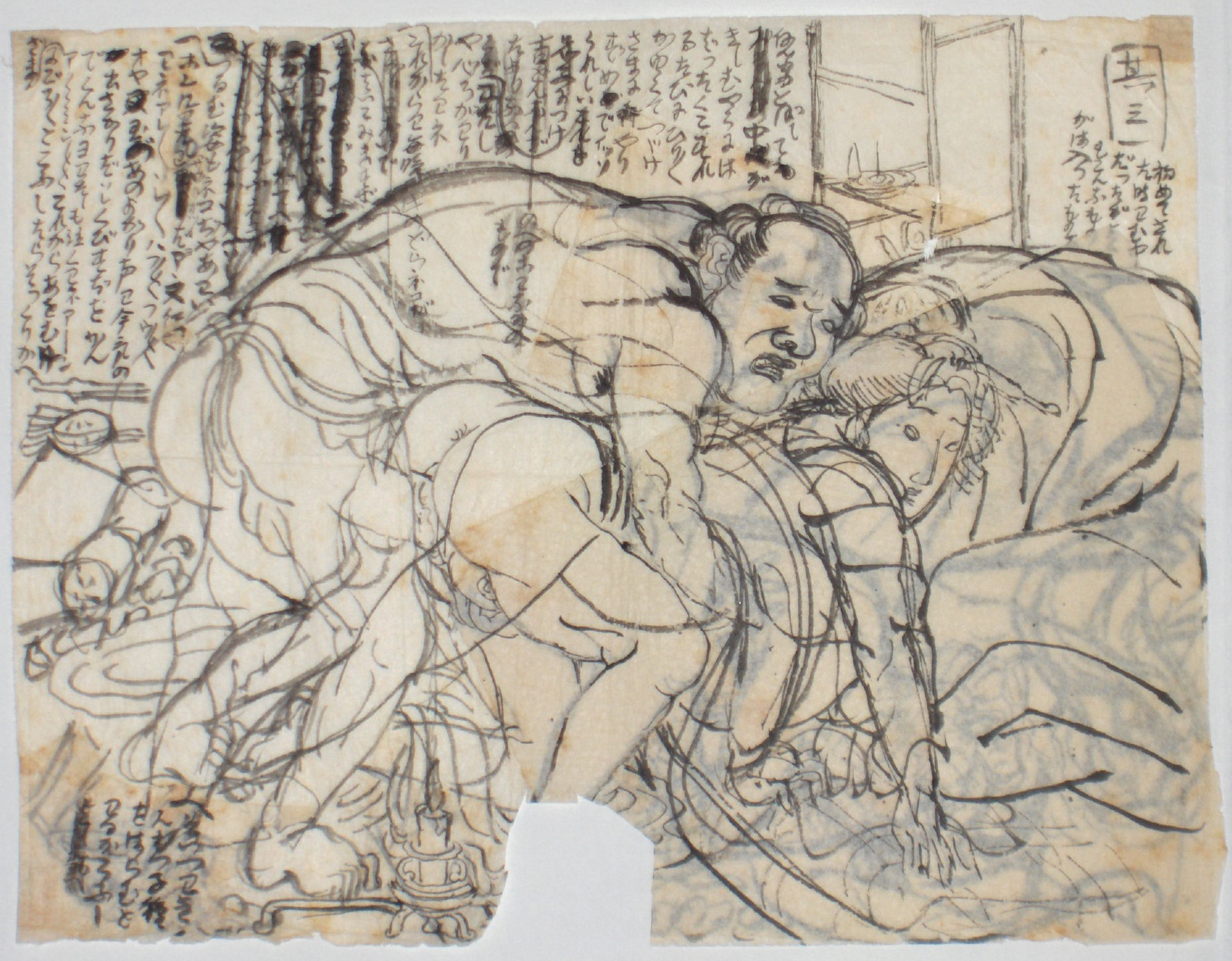
Toyohara Kunichika: Dibuix preparatori per a un gravat shunga. (Museu Britànic)

El 1863 Kunichika va formar part d'un conjunt d'artistes que van aportar gravats de paisatges a dues sèries de famoses escenes del Tokaido encarregades per a commemorar el viatge que el shogun Iemochi va fer des d'Edo fins a Kyoto per rendir els seus respectes a l'emperador. D'altra banda, els seus paisatges eren principalment decorats teatrals, o fons per a grups de belleses gaudint de les sortides a l'exterior. Va recollir alguns mites i llegendes populars, però rares vegades va il·lustrar batalles. Quan retratava a persones, ben poques vegades les mostrava duent roba occidental, tot i la seva creixent popularitat al Japó. Se sap que va fer alguns gravats shunga (art eròtic) però són difícils d'atribuir perquè, com la majoria d'artistes de l'època, no sempre els signava.
Kunichika va tenir molts alumnes, però pocs van assolir un reconeixement com a artistes gravadors. En ple canvi del panorama artístic, no es podien mantenir a si mateixos dissenyant xilografies; havien de fer il·lustracions per a mitjans populars com ara els llibres, les revistes i els diaris. Els seus alumnes més coneguts van ser Toyohara Chikanobu i Morikawa Chikashige. D'entrada, tots dos van seguir l'interès pel teatre del seu mestre, però més endavant Chikanobu va retratar amb entusiasme modes femenines, i Chikashige va fer il·lustracions. Els crítics no consideren que cap dels dos assolís l'alta reputació del seu mestre.
Kunichika tenia una alumna, Toyohara Chikayoshi, que segons s'informa es va convertir en la seva parella en els seus últims anys. La seva obra reflectia l'estil Utagawa, i retratava competentment als actors i les maneres i costums del moment.

## Vida personal

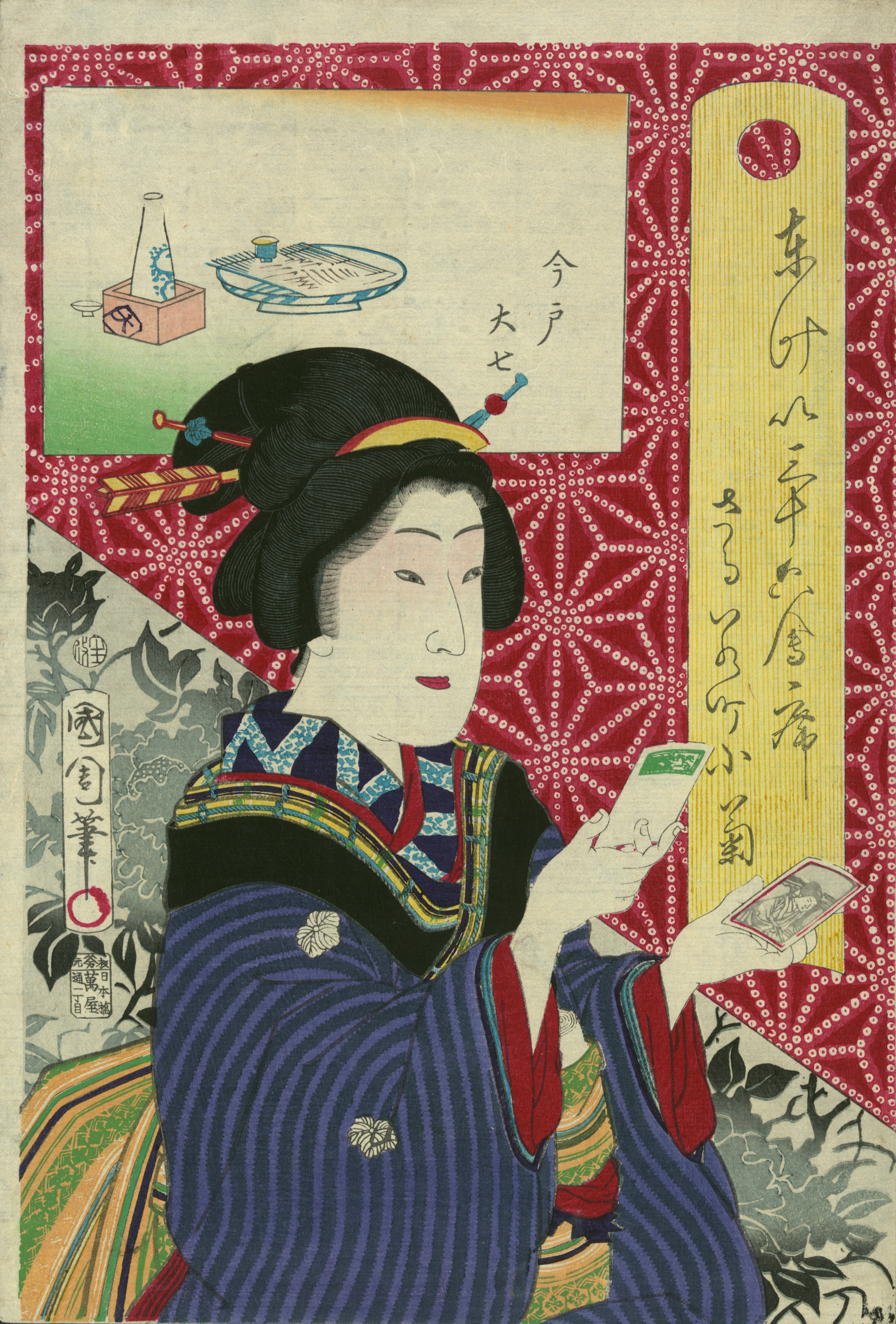
Kogiku a Saruwaka-Cho (c. 1878) Aquest gravat mostra una dona bonica, Kogiku, mirant uns retrats fotogràfics (targetes de visita), possiblement dels seus admiradors. La fotografia era tan nova al Japó quan es va fer aquest gravat que l'artista també està representant el creixent contacte del seu país amb el món occidental i la tecnologia moderna. El sake i el peix a la graella del rectangle de dalt mostren les especialitats culinàries d'un restaurant. La llarga orla vertical de la dreta ens diu que la dona es diu Kogiku, que vol dir "petit crisantem," i ens dona l'adreça de Saruwaka-Cho (ara Asakusa), un districte d'entreteniment de la capital del Japó. El segell de la targeta de visita representa al conegut fotògraf de Tòquio, Uchida Kuichi (1844–1875), que tenia un estudi a Asakusa.

De jove, Kunichika tenia fama de cantar amb una bonica veu i de ser un bon ballarí. Se sap que va utilitzar aquests talents en espectacles de varietats d'aficionats.
El 1861 Kunichika es va casar amb la seva primera muller, Ohana, i aquell mateix any va tenir una filla, Hana. Es creu que el matrimoni no va durar gaire, perquè era un faldiller. Va tenir dos fills il·legítims, un nen i una nena, amb els que no va tenir cap contacte, però sembla que va seguir fortament unit a Hana.
A Kunichika se'l descrivia com un home que tenia una personalitat oberta, amigable i sincera. Li agradava anar a festes amb les geishes i prostitutes del districte de Yoshiwara, mentre prenia grans quantitats d'alcohol. La seva passió més gran, però, s'ha dit que era el teatre, on era un habitual entre bastidors. Sembla que el seu aspecte era deixat. Sempre tenia deutes i sovint demanava diners als actors kabuki que retratava tan admirablement. Un contemporani va dir d'ell: "El disseny de gravats, el teatre i la beguda eren la seva vida, i per ell n'hi havia prou." Un actor contemporani, Matsusuke IV, va dir que quan Kunichika els visitava entre bastidors per prendre apunts d'ells, no hi alternava, sinó que es concentrava intensament en el seu treball.
Cap al 1897, el seu germà gran va obrir la botiga Arakawa Photo, i Kunichika hi va treballar. Com que a Kunichika no li agradaven ni la botiga ni la fotografia, només existeix una fotografia d'ell.
L'octubre de 1898 Kunichika va ser entrevistat per a una sèrie de quatre articles sobre ell, El fill d'Edo del període Meiji, que van aparèixer al diari de Tòquio Yomiuri Shimbun. A la introducció de la sèrie, el reporter va escriure:

...la seva casa està al costat (nord) de Higashi Kumagaya-Inari. Tot i que la seva residència és només una casa de veïns compartimentada, té una elegant porta enreixada, una placa amb el nom i una bústia. A dins, l'entrada […] condueix a una habitació amb estores tatami gastades sobre les quals s'hi ha posat un llarg hibachi. L'espai també està guarnit amb un altar budista. Al fons de la miserable habitació de dos tatamis hi ha una taula abarrotada; costa de creure que el reconegut artista Kunichika visqui aquí […] Mirant al voltant amb un esguard penetrant i acariciant-se la llarga barba blanca, Kunichika parla del cim de la prosperitat de l'Edokko.

Durant l'entrevista, Kunichika declarava que s'havia canviat de casa 107 vegades, però sembla més probable que només va fer deu trasllats.
Kunichika va morir a la seva casa d'Honjo (un suburbi a l'est d'Edo) l'1 de juliol de 1900 a l'edat de 65 anys, degut a una combinació de mala salut i les grans borratxeres que agafava des de la mort de la seva filla Hana a 39 anys mentre duia al món el seu net, Yoshido Ito, set mesos abans. Va ser incinerat al temple de la secta Shingon Buddhist d'Honryuji, a Imado, Asakusa.
Sembla que el senyal de la seva tomba va quedar destruït amb un terratrèmol el 1923, però els membres de la família en van erigir un de nou el 1974. A l'antic Japó, era un costum comú per a la gent d'alt nivell cultural d'escriure un poema abans de morir. A la tomba de Kunichika, el seu poema diu:
"Com que estic cansat de pintar retrats de la gent d'aquest món, pintaré retrats del rei de l'infern i dels diables." 
Yo no naka no, hito no nigao mo akitareba, enma ya oni no ikiutsushisemu.

## L'artista oblidat
El 1915, Arthur Davison Ficke, un advocat, poeta i influent col·leccionista de gravats japonesos d'Iowa, va escriure Chats on Japanese Prints (Xerrades sobre els gravats japonesos). Hi feia una llista de cinquanta-cinc artistes, inclòs Kunichika, l'obra dels quals ell donava per "degenerada" i com a "Tota aquella complexitat de disseny sense sentit, grolleria en el color i negligència en la impressió que associem amb la ruina final de l'art del gravats en color." La seva opinió, que diferia de la dels contemporanis de Kunichika, va influir durant molts anys als col·leccionistes americans, amb la qual cosa els gravats japonesos produïts a la segona meitat del segle xix, especialment els gravats figuratius, van caure en desgràcia.
A finals dels anys 20 i principis dels 30 del segle xx, un autor, aventurer, banquer i gran col·leccionista d'art japonès, Kojima Usui, va escriure molts articles amb la intenció de ressuscitar la reputació de Kunichika. No va tenir èxit en el seu moment, però el seu treball va acabar formant la base per a les investigacions posteriors, que en realitat no van començar fins fa ben poc.
El 1876 Laurance P. Roberts va escriure en el seu Dictionary of Japanese Artists que Kunichika produïa gravats d'actors i altres temes en l'última tradició Kunisada, reflectint el gust decadent dels japonesos i el deteriorament del gravat en color. Roberts el descrivia com: "Un artista menor, però representa l'últim de la gran tradició ukiyo-e." Aquesta biografia reflectia les preferències de l'autor per l'ukiyo-e clàssic. Richard A. Waldman, propietari de The Art of Japan, va dir de la visió de Roberts: "Articles com aquest i altres d'autors occidentals anticipats van aconseguir posar aquest artista al cubell de les escombraries de la història de l'art."
Un motiu influent per a tornar-li a Kunichika el favor del món occidental va ser la publicació el 1999, en anglès, de Time present and time past: Images of a forgotten master: Toyohara Kunichika 1835–1900 (Temps present i temps passat: Imatges d'un mestre oblidat: Toyohara Kunichika 1835–1900), d'Amy Reigle Newland.

A més, l'exposició del 2008 al Brooklyn Museum, Utagawa: Masters of the Japanese Print, 1770–1900, i l'article que en va resultar al The New York Times del 22/03/08 han augmentat la consideració del públic (i els preus) dels gravats de Kunichika.